# André Maurois
Emile Salomon Wilhelm Herzog (Elbeuf, 26 de julho de 1885 — 9 de outubro de 1967) foi um romancista e ensaísta francês.
Seu pseudônimo André Maurois tornou-se seu nome legal em 1947.
Seus primeiros livros foram O Silêncio do Coronel Branbles e Os discursos do dr. O'Grady, que obtiveram sucesso. Entretanto, sua consagração no mundo literário ocorreu com a publicação de três biografias, as de Byron, Shelley e Disraeli.
Tornou-se membro da Academia Francesa em 1938.

## Obras
(Lista não exaustiva)
- 1918 -  Les Silences du colonel Bramble. Contém a tradução de André Maurois do poema célebre de Rudyard Kipling If— (traducção muitas vezes atribuída erradamente a Paul Éluard)
- 1919 - Ni ange ni bête ficção histórica
- 1922 -  Bernard Quesnay, aparecendo em 1926 numa versão revista, sob o título: La Hausse et la Baisse.
- 1922 -  Les Discours du docteur O'Grady. Tem as personagens de Bramble.
- 1923 - Ariel ou la Vie de Percy Bysshe Shelley biografia-frontispício de Maxime Dethomas.
- 1924 -  Dialogue sur le commandement, ensaio.
- 1926 -  La Hausse et la Baisse, romance
- 1926 -  Meïpe ou la Délivrance, conto e novela
- 1927 -  La Vie de Benjamin Disraeli , estudo histórico.
- 1927 -  Études anglaises, ensaio.
- 1927 -  Le Chapitre suivant , 1ª versão
- 1928 -  Climats, considerada a sua obra-prima.
- 1928 -  Voyage au pays des Articoles, conto e novela
- 1928 -  Le Pays des trente-six mille volontés, conto de fantasia
- 1930 -  Don Juan ou la vie de George Gordon Byron , biografia.
- 1930 -  Relativisme, ensaio.
- 1931 -  Hubert Lyautey, biografia
- 1931 -  Ivan Tourgueniev , biografia.
- 1931 -  Le Peseur d'âmes evoca a teoria do peso da alma
- 1932 -  Le Côté de Chelsea, romance, Gallimard.
- 1932 -  Mes songes que voici (Paris, Grasset)
- 1932 -  Le cercle de famille, romance
- 1933 - Chantiers américains
- 1933 -  Édouard VII du Royaume-Uni et son temps, biografia.
- 1934 -  L'Instinct du bonheur, romance
- 1934 -  Sentiments et coutumes, ensaio
- 1935 -  Voltaire, biografia.
- 1935 -  Premiers contes, contos, Rouen, H. Defontaine
- 1937 -  Histoire de l'Angleterre, História.
- 1937 -  La machine à lire les pensées, conto e novela.
- 1938 -  René ou la Vie de François-René de Chateaubriand  biografia e estudo literário[1]
- 1939 -  Un art de vivre, ensaio
- 1939 - L’Empire français - livraria Hachette, ilustrações de Auguste Leroux. Álbum para crianças apresentando o Império Colonial Francês.
- 1939 -  États-Unis 1939, Paris 1939.
- 1939 -  Discours prononcé dans la séance publique de sa réception à l'Académie Française le jeudi 22 juin 1939. éd. Firmin Didot et Cie.
- 1943 -  Toujours l'inattendu arrive
- 1943 -  Histoire des États-Unis, História.
- 1946 -  Journal des États-Unis 1946, Paris 1946.
- 1946 -  Terre promise, romance.
- 1946 -  Sept visages de l'amour, ensaio.
- 1947 -  Nouveaux discours du Docteur O'Grady. Esta obra evoca, entre outros assuntos, a guerra mundial entre estas duas espécies de formigas,  Pheidoles  e  Iridomyrmex . Este livro, que se seguiu à Segunda Guerra Mundial, marca o progresso intelectual tem sido feito desde o primeiro. As ideias de Sartre como a nova situação criada pela bomba atómica.
- 1947 -  Histoire de France  (éditions Dominique Wapler, 1947) História.
- 1947 -  Des mondes impossibles, conto e novela
- 1948 -  Rouen dévasté, ensaio. éd. Nagel 1948.
- 1949 -  À la recherche de Marcel Proust, estudo e biografia literária.[2] Éditions Hachette
- 1950 - Alain, estudo e biografia literária
- 1951 -  Ce que je crois, essai. Edt Grasset 1951.
- 1952 -  Lélia ou la Vie de George Sand, estudo e biografia literária
- 1952 -  Destins exemplaires, ensaio.
- 1954 - Olympio ou la Vie de Victor Hugo estudo e biografia literária
- 1954 -  Femmes de Paris, Plon éditeur.
- 1956 -  Lettres à l'inconnue
- 1957 -  Lecture, mon doux plaisir, ensaio.
- 1957 -  Les Trois Dumas, biografia
- 1957 -  Robert et Elizabeth Browning, biografia
- 1958 -  L'Impromptu de Barentin, Festival de Barentin
- 1959 -  Portrait d'un ami qui s'appelait moi
- 1960 - Le Monde de Marcel Proust Éditions Hachette, estudo histórico e literário
- 1962 -  Les Deux Géants - Histoire des États-Unis et de l'U.R.S.S : De 1917 à nos jours, com Aragon. Robert Laffont.
- 1965 -  Prométhée ou la Vie de Honoré de Balzac, estudo histórico e literário
- 1956 -  Les Roses de septembre, romance
- 1959 -  La Vie de sir Alexander Fleming, biografia.
- 1960 -  Pour piano seul, conto  novela.
- 1961 -  Adrienne ou la Vie de Adrienne de La Fayette , biografia.
- 1964 -  La Conversation, ensaio
- 1966 -  Au commencement était l'action, ensaio.
- 1967 - Le Chapitre suivant 2ª versão
- Un art de vivre
- Magiciens et logiciens
- Lettre ouverte à un jeune homme sur la conduite de la vie
- La Maison
- Snobisme dans l'art
- Aspect de la biographie